# Rafael Cal y Mayor Gurría
General Rafael Cal y Mayor Gurría fue un militar mexicano que participó en la Revolución mexicana. Nació en Cintalapa, Chiapas, el 16 de junio de 1892. Emigró a la Ciudad de México a estudiar Leyes en la Escuela Nacional de Jurisprudencia. Siendo estudiante Rafael Cal y Mayor militó en el maderismo, y desde la capital de la república encabezó un periódico estudiantil llamado Chamula G. En 1913 deserta de la Escuela para unirse a las filas de Emiliano Zapata. En 1915 pasó a operar a la zona fronteriza de Tabasco y Chiapas a las órdenes del General  Genovevo de la O. En 1920 se adhirió al Plan de Agua Prieta y luego fomentó las colonias agrícola-militares en su región; fue jefe de las guarniciones de Ciudad Juárez y Guadalajara. Llegó a General de Brigada con antigüedad de primero de enero de 1932, murió en la Ciudad de México, el 13 de octubre de 1942. 